# 奇普里亚尼酒店

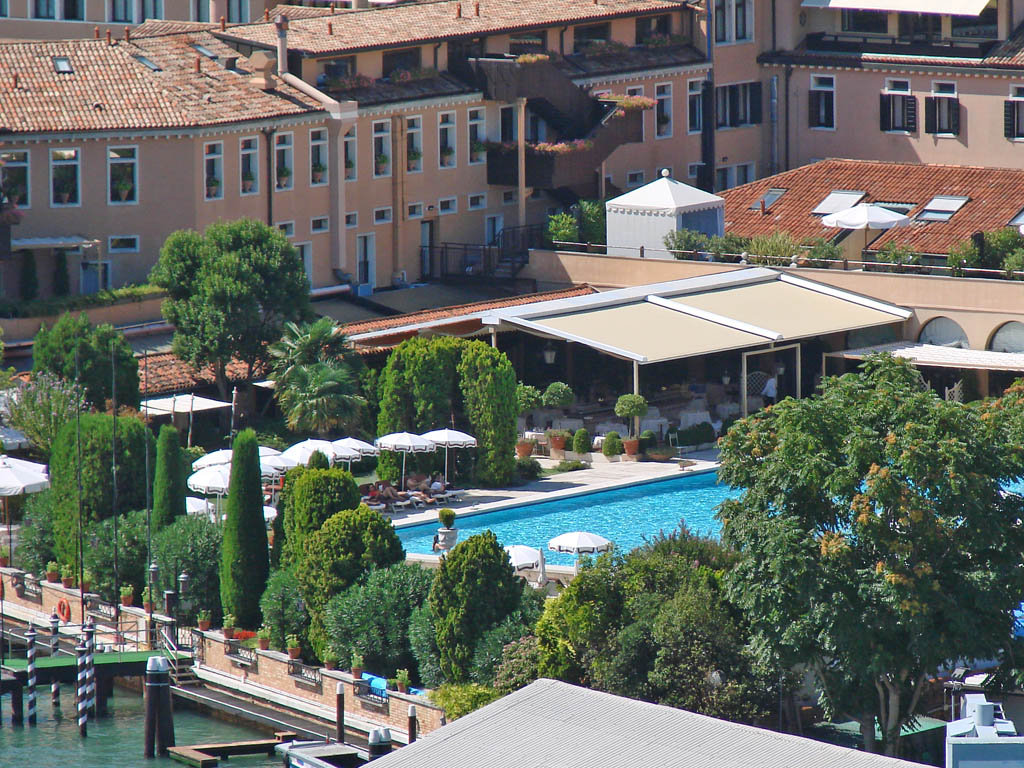
泳池区域

奇普里亚尼贝梦德酒店 （Belmond Hotel Cipriani）是意大利北部威尼斯朱代卡岛上的一座豪华酒店。穿越泻湖到达圣马可广场只有五分钟的旅程。长期以来，该酒店一直被认为是世界领先的豪华酒店之一，其房价每晚最低1，400美元。

## 历史
酒店由哈利酒吧店主朱塞佩·奇普里亚尼、贝里尼鸡尾酒的发明者创办于1958年。除了朱塞佩·奇普里亚尼，联合公司的合伙人还有第二代伊维拉格伯爵鲁珀特·吉尼斯的三个女儿，她们提供了资金。三姐妹——默顿博伊德夫人、斯韦达尔夫人和布里吉德·吉尼斯夫人—各有一套为自己和家人设计的套房。客房装饰有威尼斯家具，包括穆拉诺玻璃吊灯、福图尼面料和威尼斯艺术品。
酒店立即获得好评。1962年，伯爵要求朱塞佩·奇普里亚尼重建位于阿索洛的贝尔维迪尔酒店，开设了奇普里亚尼别墅酒店。1968 年，购买了一些相邻的土地，并在花园中增加了一个 奥林匹克标准的600 米游泳池（威尼斯市中心唯一的游泳池）。
1976年，奇普里亚尼酒店被海洋货柜公司（Sea Containers）以90万英镑的价格收购，成立了一个名为东方快车有限公司的休闲部门。 酒店随后扩展到毗邻的面向泻湖和圣马可广场的15世纪宫殿溫德拉敏宮（Palazzo Vendramin） 。Cip's Club,餐厅 建在泻湖的浮桥上。1990年，相邻的共和国谷仓作为活动空间开放。
2014年，东方快车酒店品牌重塑，改名为贝尔梦德，奇普里亚尼酒店也更名为贝梦德奇普里亚尼酒店。 2014年4月，酒店开设了由亚当·蒂哈尼设计的奥罗餐厅。2015年12月，该餐厅被授予米其林星级。 乔治·克鲁尼在酒店结婚。